# Thismia thaithongiana
Thismia thaithongiana, rizomatozni geofit iz porodice Burmanniaceae otkrivena 2018. godine u Tajlandu.

## Opis
Biljka, Thismia thaithongiana, miko-heterotrofna je vrsta, što znači da ne fotosintezira, već energiju i hranjive tvari dobiva od gljiva — točnije gljivica povezanih s korijenjem drveća. Znanstvenici su je 2018. otkrili u planinama Doi Hua Mot u Tajlandu. Malo se zna o ovoj biljci, ali njezino neobično oblikovano tijelo dovelo je do njenog imena, "Phisawong Ta Nok Hook", što, prema Nation Thailandu, u prijevodu znači "tajanstveno sovino oko". Većinu svog života provodi pod zemljom. 